# Andrew Kreisberg

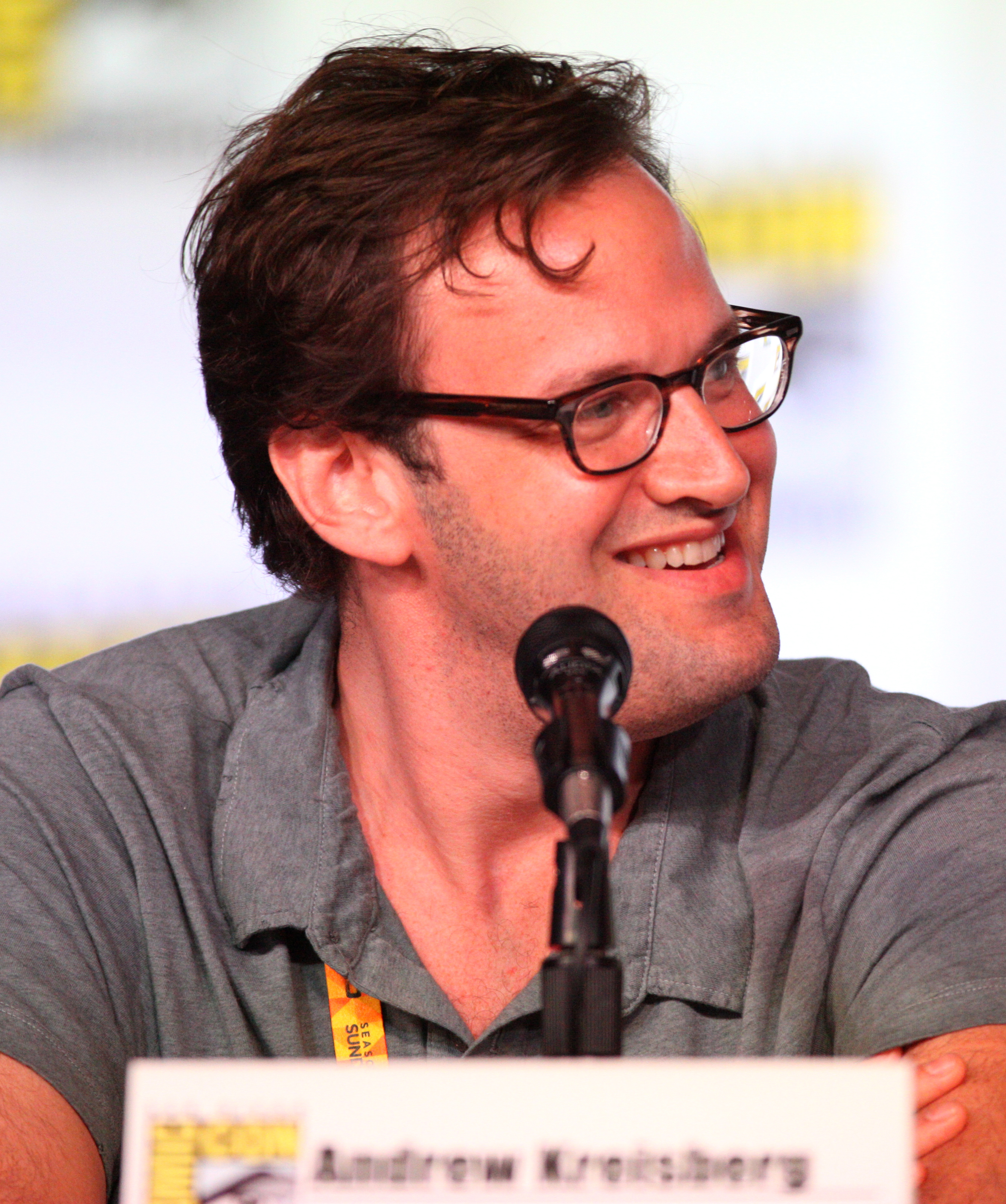
Andrew Kreisberg en 2012.

Andrew Kreisberg (23 de abril de 1971) es un guionista de televisión estadounidense. Su primer trabajo fue en la sitcom de animación Mission Hill. Desde su cancelación, ha escrito para series como Justice League, Los Simpson, Hope & Faith y Boston Legal.

## Filmografía

### Productor
- Eli Stone (productor supervisor) (12 episodios, 2008)
- The Wedding Bells (productor supervisor) (3 episodios, 2007)
- Boston Legal (productor) (38 episodios, 2005-2007)
- Halley's Comet (2005) (productor ejecutivo)
- Hope & Faith (coproductor) (14 episodios, 2003-2004)

### Escritor
- Eli Stone (3 episodios, 2008)
- Boston Legal (8 episodios, 2005-2007)
- Halley's Comet (2005) (guionista)
- Hope & Faith (1 episodio, 2004)
- The Simpsons (2 episodios, 2002-2003)
- Justice League (2 episodios, 2002)
- Mission Hill (1999) Serie (episodios desconocidos)
- Arrow (2012) Serie (en curso)
- The Flash (2014) Serie (en curso)

### Miscelánea
- Los Simpson (editor ejecutivo) (2 episodios, 2003)